# Sergi Canós
Sergi Canós Tenés (Nules, Castellón, España, 2 de febrero de 1997) es un futbolista español que juega de delantero en el Valencia C. F. de la Primera División de España.

## Trayectoria
Inició su camino en el equipo de su ciudad, en el C. F. Nules, donde rápidamente destacó entre los niños de su edad y en 2010 pasó a formar parte de la cantera del F. C. Barcelona. Llegó al Liverpool F. C. en 2013 para jugar en su escuela de formación, y solo jugó una vez para el club de Anfield en la Premier League de la mano de Jürgen Klopp, en el último partido de la temporada 2015-2016.
Durante la temporada 2015-16 estuvo cedido en el Brentford F. C., de la segunda división, para el que marcó siete goles.
En julio de 2016 se unió por cuatro años al Norwich City F. C., club de la segunda división inglesa que el último curso quedó penúltimo de la Premier League y descendió de categoría. El coste de la operación ascendería a 2,3 millones de euros.
El 31 de enero de 2017 regresó a Brentford con un contrato de cuatro años y medio, con opción por un año más. El coste de la operación no fue divulgado (se rumorea que llegó a ser por 2 500 000 £). En esta segunda etapa en el club alcanzó los 200 partidos y contribuyó al ascenso a la Premier League en la temporada 2021-22. Además, suyo fue el primer gol que logró el equipo en la categoría en 74 años.
El 31 de enero de 2023, justo el día que se cumplían seis años de su vuelta a la entidad, fue prestado al Olympiacos F. C. para lo que quedaba de campaña. En Grecia marcó cuatro goles y el 20 de agosto de ese mismo año fue traspasado al Valencia C. F.

## Selección nacional
Ha sido internacional con la selección de España en las categorías inferiores sub-16, sub-17 y sub-19.

## Clubes
Actualizado al último partido disputado el 14 de mayo de 2025.
| Club                          | Div.          | Temporada     | Liga  | Liga  | Copas nacionales | Copas nacionales | Copas internacionales | Copas internacionales | Total | Total |
| Club                          | Div.          | Temporada     | Part. | Goles | Part.            | Goles            | Part.                 | Goles                 | Part. | Goles |
| ----------------------------- | ------------- | ------------- | ----- | ----- | ---------------- | ---------------- | --------------------- | --------------------- | ----- | ----- |
| Brentford F. C. Inglaterra    | 2.ª           | 2015-16       | 38    | 7     | 1                | 0                | ―                     | ―                     | 39    | 7     |
| Liverpool F. C. Inglaterra    | 1.ª           | 2015-16       | 1     | 0     | 0                | 0                | 0                     | 0                     | 1     | 0     |
| Liverpool F. C. Inglaterra    | Total club    | Total club    | 1     | 0     | 0                | 0                | 0                     | 0                     | 1     | 0     |
| Norwich City F. C. Inglaterra | 2.ª           | 2016-17       | 3     | 0     | 3                | 2                | ―                     | ―                     | 6     | 2     |
| Norwich City F. C. Inglaterra | Total club    | Total club    | 3     | 0     | 3                | 2                | 0                     | 0                     | 6     | 2     |
| Brentford F. C. Inglaterra    | 2.ª           | 2016-17       | 18    | 4     | ―                | ―                | ―                     | ―                     | 18    | 4     |
| Brentford F. C. Inglaterra    | 2.ª           | 2017-18       | 30    | 3     | 1                | 0                | ―                     | ―                     | 31    | 3     |
| Brentford F. C. Inglaterra    | 2.ª           | 2018-19       | 44    | 7     | 6                | 2                | ―                     | ―                     | 50    | 9     |
| Brentford F. C. Inglaterra    | 2.ª           | 2019-20       | 15    | 0     | 0                | 0                | ―                     | ―                     | 15    | 0     |
| Brentford F. C. Inglaterra    | 2.ª           | 2020-21       | 49    | 9     | 6                | 0                | ―                     | ―                     | 55    | 9     |
| Brentford F. C. Inglaterra    | 1.ª           | 2021-22       | 31    | 3     | 4                | 1                | ―                     | ―                     | 35    | 4     |
| Brentford F. C. Inglaterra    | 1.ª           | 2022-23       | 5     | 0     | 1                | 0                | ―                     | ―                     | 6     | 0     |
| Brentford F. C. Inglaterra    | Total club    | Total club    | 230   | 33    | 19               | 3                | 0                     | 0                     | 249   | 36    |
| Olympiacos F. C. · Grecia     | 1.ª           | 2022-23       | 8     | 4     | 0                | 0                | ―                     | ―                     | 8     | 4     |
| Olympiacos F. C. · Grecia     | Total club    | Total club    | 8     | 4     | 0                | 0                | 0                     | 0                     | 8     | 4     |
| Valencia C. F. · España       | 1.ª           | 2023-24       | 27    | 1     | 4                | 1                | ―                     | ―                     | 31    | 2     |
| Valencia C. F. · España       | 1.ª           | 2024-25       | 17    | 0     | 5                | 1                | ―                     | ―                     | 22    | 1     |
| Valencia C. F. · España       | Total club    | Total club    | 44    | 1     | 9                | 2                | 0                     | 0                     | 53    | 3     |
| Total carrera                 | Total carrera | Total carrera | 286   | 38    | 31               | 7                | 0                     | 0                     | 317   | 45    |
| 1.                            |               |               |       |       |                  |                  |                       |                       |       |       |

## Palmarés

### Distinciones individuales
| Distinción                            | Año        |
| ------------------------------------- | ---------- |
| Jugador del año en el Brentford F. C. | 2016, 2022 |
| Mejor gol del año Brentford F. C.     | 2016, 2022 |